# 1941 год в спорте
Список 1941 год в спорте перечисляет спортивные события, произошедшие в 1941 году.

## СССР
- Матч-турнир на звание абсолютного чемпиона СССР по шахматам 1941;
- Чемпионат СССР по классической борьбе 1941;

### Футбол
- Мариупольский матч смерти;
- Чемпионат СССР по футболу 1941;
- Чемпионат СССР по футболу 1941 (группа «А»);
- Чемпионат Латвийской ССР по футболу 1941;
- ФК «Спартак» Москва в сезоне 1941;
- ФК «Трактор» Сталинград в сезоне 1941;
- Созданы клубы:
  - «Профсоюзы-1»;
  - «Профсоюзы-2»;

## Международные события
- Велогонка Вуэльта Испании 1941;
- Созданы баскетбольные клубы:
  - «Детройт Пистонс»;
  - «Тампереен Пюринто»;

### Футбол
- Кубок Испании по футболу 1941;
- Чемпионат Испании по футболу 1940/1941;
- Чемпионат Испании по футболу 1941/1942;
- Чемпионат Португалии по футболу 1940/1941;
- Чемпионат Португалии по футболу 1941/1942;
- Чемпионат Ирландии по футболу 1940/1941;
- Чемпионат Ирландии по футболу 1941/1942;
- Чемпионат Исландии по футболу 1941;
- Чемпионат Кипра по футболу 1940/1941;
- Чемпионат Уругвая по футболу 1941;
- Чемпионат Чили по футболу 1941;
- Чемпионат Швейцарии по футболу 1940/1941;
- Чемпионат Швейцарии по футболу 1941/1942;
- Созданы клубы:
  - «Аль-Джазира» (Хасеке);
  - «Видеотон»;
  - «Вилья-Тереса»;
  - «Гуарани» (Жуазейру-ду-Норти);
  - «Лас-Пальмас Атлетико»;
  - «Победа»;
  - «Понтеведра»;
  - «Реал Потоси»;
  - «Санта-Фе»;
  - «Флуминенсе» (Фейра-ди-Сантана);
  - «Экс-ан-Прованс»;
  - «Эпиналь»;

### Хоккей с шайбой
- НХЛ в сезоне 1940/1941;
- НХЛ в сезоне 1941/1942;
- Созданы клубы:
  - «Лугано»;
  - «Штраубинг Тайгерс»;